# Sucu Sucu
«Sucu Sucu» es una composición de Tarateño Rojas, en homenaje a su tierra natal Tarata - Cochabamba. La canción se grabó por primera vez en Buenos Aires 1959. La canción se convirtió en un éxito instantáneo, y en la década de los 60 cantantes y grupos de diferentes países grabaron sus propias versiones en varios idiomas. La canción incrementó su popularidad cuando fue escogida para la banda sonora de Top secret, serie británica que tuvo dos temporadas entre 1961 y 1962. Laurie Johnson y su Orquesta grabaron esta versión. Se tienen versiones de cantantes como Nat King Cole, Alberto Cortez o los Skatalites.

## Inspiración
Terminada la Guerra del Chaco (donde perdió tres hermanos), Rigoberto estuvo obligado a migrar de Bolivia, para ello tomó el tren rumbo a la Argentina, donde trabajó en lo que podía, viajando hasta Buenos Aires en el furgón de carga del ferrocarril, pero siempre en compañía de su charango.
El "Chucu Chucu" del tren, fue la inspiración y ritmo base del "Sucu Sucu". Incluido en el LP "Tarateño Rojas", grabado por Tarateño Rojas y su Conjunto.
El éxito de la canción y su calidad como músico y tenor, le permitieron realizar una gira de 6 años por Europa, presentándose desde París a Moscú, de Londres a Estambul, El Cairo, Atenas o Tel Aviv.

## Letra original
Se está poniendo de moda, en toda la capital, se está poniendo de moda, en Capital Federal.
El vaivén del sucu sucu, Sucu Sucu te voy a dar, El vaivén del sucu sucu, Sucu Sucu te voy a dar
Ayayayay negra bandida, Sucu Sucu te voy a dar, Ayayayay negro bandido, Sucu Sucu te voy a dar
Para bailar y cantar, El Sucu Sucu es mejor, Vamos cholita a bailar, El ritmo más popular.

## El Baile Sucu Sucu
Si bien en un principio se consideró el Sucu Sucu como un taquirari, por la instrumentación: Acordeón, Quena, Percusión y el juego vocal de coros, gritos de jolgorio y la voz de tenor de Rojas, el Sucu Sucu es considerado un ritmo andino creado por Rojas.

## Éxito mundial
Sucu Sucu se convirtió en un éxito global. Sólo entre los años 1960, 1961 y 1962 se grabaron más de 30 versiones diferentes de la canción.

## Homenaje
La página de Cochabamba en Facebook realiza un homenaje a esta canción al declararla una de las "Grandes Canciones Khochalas".

## Versiones

### Folklore Boliviano
Sucu Sucu es una de las canciones clásicas del folklore boliviano.
La versión más conocida es el arreglo instrumental de bandas a ritmo de caporal. Los grupos Tukuypaj y La Quimba grabaron versiones en ritmo de caporal.
El grupo juvenil Prendados, grabó una versión en ritmo de Kullawada.

### Mr. Sucu Sucu
En 1963 el cantautor argentino Alberto Cortez, graba en España su segundo disco con el nombre de "Mr. Sucu Sucu", realizando una versión de esta canción, la cual se convierte en un éxito en ese país, por lo que es apodado en España como "Mr. Sucu Sucu".
El cantante español David Civera realizó una versión en vivo en el programa "Canciones de nuestra vida".

### Bollywood
El compositor Shankar Jaikishan y los letristas Shailendra y Hasrat Jaipuri, realizaron una versión para la película musical de Bollywood "Junglee (1961)" producida y dirigida por Subodh Mukherjee, la cual fue considerada un "superhit" al ser un éxito de taquilla en la India.
La canción Aiyayya karoon main kya Sukoo Sukoo, fue cantada por el músico y cantante Mohammed Rafi, la cual fue un gran éxito en la India como en Surinam por una versión del cantante Ashok Khare.
Dushyanth Weeraman & Hashini (Ganadores al final) bailaron y actuaron esta canción en la primera temporada del programa "Sirasa Dancing Stars", de la televisión de Sri Lanka. 
Los músicos holandeses Wishal Badrising y Mike Boedhoe grabaron una versión en 2013.

### Step Right Up (And say you love me)
En 1961, el pianista y cantante estadounidense Nat King Cole lanzó una versión con el nombre de "Step Right Up (And say you love me)", la cual se publicó bajo el sello de Capitol y con arreglos de Phil Belmonte y Ray Maxwell, la cual fue grabada también por la cantante Teresa Brewer, en formato de vinilo de 7" y 45 RPM.

### Top Secret
Laurie Johnson y su Orquesta grabaron una versión orquestada e instrumental a ritmo de samba para el tema principal de la serie británica "Top secret", que tuvo dos temporadas entre 1961 y 1962 en ITV. Esta versión llegó a ingresar en los rankings de ventas del Reino Unido. 
Esta versión fue grabada también por orquestas como las de los ingleses James Wright, Eddie Calvert, Victor Silvester, Joe Loss y Ted Heath (que llegó al número 36 de las listas británicas), la del catalán Xavier Cugat, del músico ecuatoriano Pepe Jaramillo, de los tecladistas alemanes James Last y Herb Wonder. 

### Grupo Vocal
El cuarteto noruego Monn Keys grabó una versión vocal en 1961.

### Polca Canaria
La Agrupación Folclórica Bejeque del Municipio de Santa Lucía de Tirajana (Sardina del Sur), al Sureste de la isla de Gran Canaria, presenta en sus conciertos una versión adaptada a este ritmo típico.

### Nueva Ola
La cantante italiana Caterina Valente, grabó una versión del Sucu Sucu, aprovechando la Nueva Ola de la canción italiana, esta versión fue reeditada por la cantante Maja Brunner en 2008.
La cantante holandesa Maria Zamora, así como la española Ana Sánchez grabaron una versión en español.

### Kaseko
El cantante surinamés (antes Guayana Neerlandesa) Ping Ping fue uno de los primeros en realizar una versión del Sucu Sucu en 1960, fusionándola con este ritmo caribeño, la cual llegó a ser una de las versiones más exitosas.
La cantante checa Milena Soukupová canta en vivo esta versión.

### Calypso
El dúo danés Nina & Frederik grabó una versión en inglés del Sucu Sucu, que se caracteriza por el acompañamiento de un xilófono.  
El dúo japonés The Peanuts grabó una versión en japonés. 

### Schlager
El cantante finlandés Seppo Pirhonen grabó una versión en este idioma, la cual también fue interpretada por la cantante Brita Koivunen y el vocalista Kai Lind. 
El músico alemán Fred Thomas junto al trío Denn Cansas grabaron una versión en alemán.

### Chanson française
El músico egipcio Bob Azzam, grabó una versión en francés con arreglos de F. Bonifay.  

### Mambo
La Orquesta cubana Belisario López y su charanga, grabaron una versión en mambo del Sucu Sucu, que también fue grabada por la orquesta Chico Del Rio y su Combo, y también es interpretada por la Orquesta gallega Sintonía de Vigo.
La orquesta The Polka Dots grabó una versión en inglés a ritmo de mambo.

### Cumbia
La Orquesta gallega La Oca interpreta una versión en cumbia del Sucu Sucu, la cual también es interpretada por el grupo Nueva Libertad.
El Super Grupo de Perú, grabó un sencillo con el nombre de "El ritmo del Sucu Sucu".

### Murga
El grupo tropical uruguayo Sonora Palacio grabó en 2002 un arreglo del Sucu Sucu para sus disco Piña Colada.

### Ska
El grupo jamaiquino Roland Alphonso & The Studio 1 Orchestra grabó una versión, la cual fue reversionada por el grupo The Skatalites en 1980. 
El músico mexicano Toño Quirazco también grabó una versión en este ritmo.

### Salsa
La orquesta colombiana Freddy Cruz y su Fuerza Latina grabó una versión en salsa para su disco "El peso de la salsa".
Los músicos peruanos Luis Abanto Morales y la Orquesta de Armando Boza, grabaron una versión para el disco "Las piernas de Carolina".
En 1965 la orquesta peruana Lolé y su Conjunto grabó una versión instrumental en salsa para su disco "Vuelve Añoranzas". 

### Rumba
Grabada por la cantaora española Argentina Coral. 

### Cha Cha Cha
El grupo mexicano Los Pepitos, grabó una versión con la voz de Gloria Thomas. 

### Reguetón
El dúo venezolano Deliza Rodríguez y Karina "La Pupy" interpretan la versión Zucu Zucu.

### Pop Tropical
El dúo Español Hey interpretan una versión en sus conciertos.

### Polka
L'Dorado, realizó una versión bailable del Suku Suku, con una letra nueva en estonio, que luego fue interpretada por la cantante Gerli Padar. 
El músico checo Slava Kunst grabó una versión instrumental en polka.

### Instrumentales
El músico alemán Frits Stein grabó una versión instrumental a ritmo de polka, mientras que Will Glahé, también alemán grabó una versión en mambo.
El músico inglés Brian Taylor grabó una versión en un teclado Yamaha Tyros 4.
El Ensamble estadounidense LGEM dirigido Robert David Billington interpretan una versión en flauta traversa.
El músico brasilero Poly grabó una versión muy parecida al calypso.

### Dinámicas Grupales
"El Baile del Sucu Sucu" es una dinámica grupal utilizada por comunidades religiosas.

### Maestro Wanerto
El Cantante Lírico indonesio - estadounidense Wanerto ha grabado versiones en inglés, italiano y alemán.

### Versiones latinoamericanas
La agrupación de zampoñas chilena Manka Saya, interpreta una versión del arreglo instrumental de bandas en sus conciertos.

## Otras versiones

### Alemania
- Die Amigos - Sucu Sucu
- Los Cucarachas - Sucu Sucu (1988)

### Dinamarca
- John Hatting – Sucu Sucu
- Posten Fra Ranum - Sucu Sucu

### Finlandia
- Iskelmälaulaja Arokanto Ja Viihdeorkesteri Tempo - Sucu Sucu (1983)

### Versiones en español
- Los Wawanco - El bbaile del Sucu Sucu
- Los Matecoco - Sucu Sucu
- Pilar Morales y Conjunto de Fernando Orteu - Sucu Sucu
- Trio Guarania - Sucu Sucu (1969)

### Holanda
- Eddy Christiani - Sucu Sucu

### Versiones en inglés
- Harry Stoneham - Sucu Sucu (1970)

### Noruega
- Banana Airlines - Sucu Sucu (1983)

### Suiza
- Hazy Osterwald - Sucu Sucu

Maja Brunner - Thomas Biasotto Big Band - Sucu Sucu

### Yugoslavia
- Ivo Robić - Suku Suku
- Gabi Novak – Suku, Suku (1961)